# Biskowytschi
Biskowytschi (ukrainisch Бісковичі; russisch Бисковичи Biskowitschi, polnisch Biskowice) ist ein Dorf in der westukrainischen Oblast Lwiw mit etwa 2400 Einwohnern.

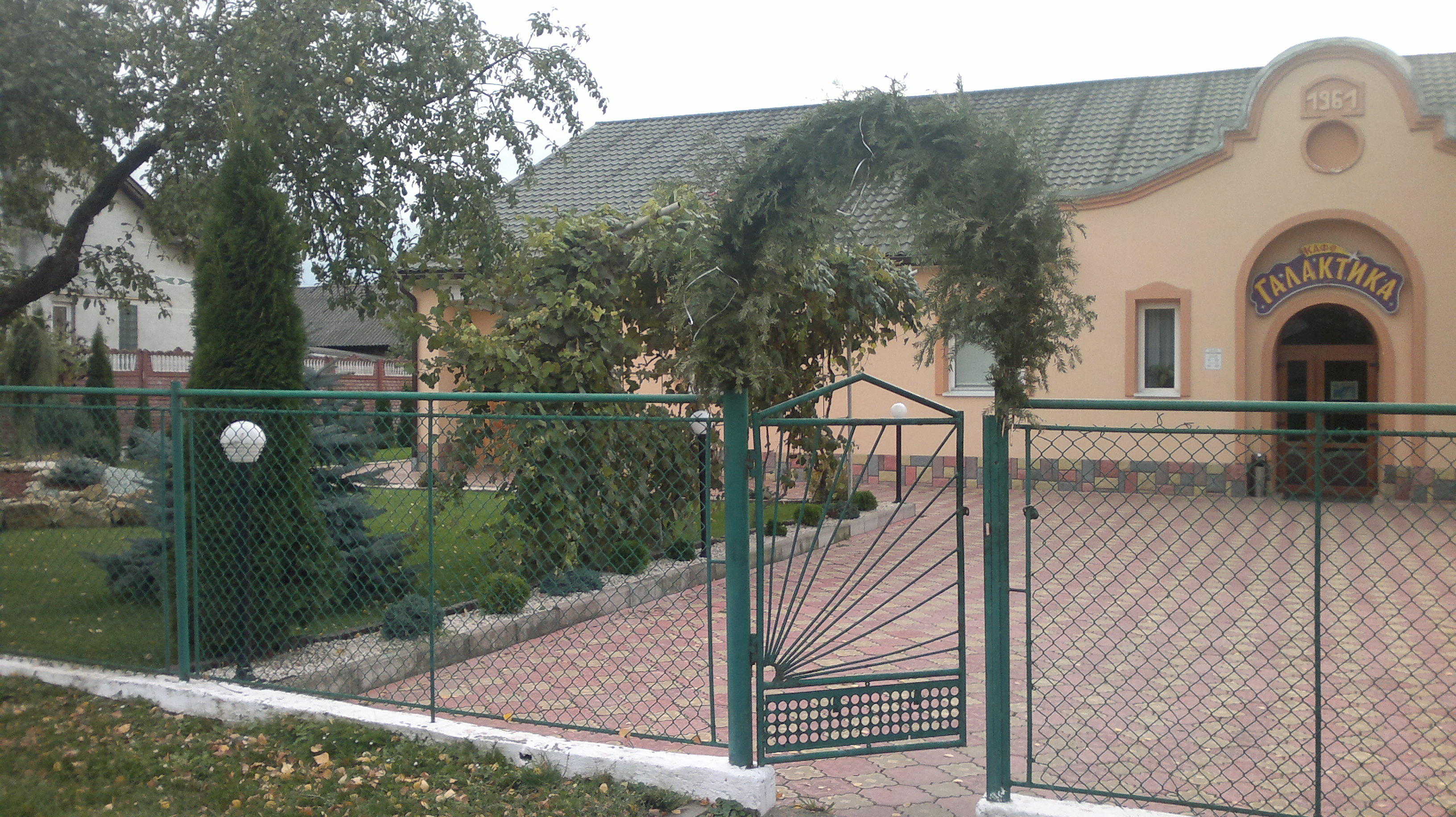
Haus im Ort

## Geographie
Das Dorf liegt im Rajon Sambir 5 km nordöstlich vom Rajonzentrum Sambir am Ufer des Strywihor, einem 94 km langen Nebenfluss des Dnister und besitzt eine Bahnstation an der Bahnstrecke Stryj–Starjawa. Durch das Dorf verläuft die Territorialstraße T–14–15.

## Geschichte
Der Ort wurde im Jahre 1375 erstmals urkundlich erwähnt, als er von Wladislaus II. von Oppeln dem Chleb Dworskowicz zugeteilt wurde. Das Dorf war eines der nicht zahlreichen und zugleich eines der größten ethnisch polnischen und römisch-katholischen Dörfer in der Umgebung. Im späten 18. Jahrhundert hatte es über 1200 Einwohner.
Bei der Ersten Teilung Polens kam das Dorf 1772 zum neuen Königreich Galizien und Lodomerien des habsburgischen Kaiserreichs (ab 1804). Im Jahre 1900 hatte die Gemeinde 462 Häuser mit 2405 Einwohnern, davon 2396 polnischsprachige, 9 ruthenischsprachige, 2262 römisch-katholische, 112 griechisch-katholische, 31 Juden.
Nach dem Ende des Polnisch-Ukrainischen Kriegs 1919 kam Biskowytschi zu Polen. Im Jahre 1921 hatte die Gemeinde 489 Häuser mit 2568 Einwohnern, davon 2510 Polen, 27 Ruthenen, 31 Juden (Nationalität), 2473 römisch-katholische, 57 griechisch-katholische, 27 Juden (Religion). Im Jahre 1938 die römisch-katholische Pfarrei Biskowice im Dekanat Sambor im Bistum Przemyśl umfasste 2810 Gemeindemitglieder.
Im Zweiten Weltkrieg gehörte es zuerst zur Sowjetunion und ab 1941 zum Generalgouvernement, ab 1945 wieder zur Sowjetunion, heute zur Ukraine. Die meisten Polen wurden in den Jahren 1956–1958 im Austausch für Ukrainer aus der Umgebung von Ustrzyki Dolne umgesiedelt.

## Sehenswürdigkeiten
- Römisch-katholische Kirche, erbaut 1906–1907, seit 1928 die Pfarrkirche[1]
- Orthodoxe Kirche aus Holz, erbaut 1740

## Verwaltungsgliederung
Zur gleichnamigen Landratsgemeinde zählten bis 2015 die Dörfer Rudnja und Saritschtschja. Am 10. August 2015 wurde das Dorf zum Zentrum der neu gegründeten Landgemeinde Biskowytschi (Бісковицька сільська громада Biskowyzka silska hromada), zu dieser zählen auch noch die 7 Dörfer Lanowytschi, Maxymowytschi, Pjanowytschi, Rudnja, Saritschtschja, Tarawa und Wykoty
Am 12. Juni 2020 kamen noch 25 weitere Dörfer zur Landgemeinde hinzu: Baraniwzi, Berestjany, Bylytschi, Bukowa, Jasy, Kolonija, Kopan, Krasnyzja, Ljutowyska, Mala Werbiwka, Mali Baraniwzi, Mischhajzi, Nadyby, Rakowa, Rohisno, Sadkowytschi, Saritschtschja (bei Wojutytschi), Sussidowytschi, Werbiwka, Werchiwzi, Wladypil, Wojutytschi, Wolyzja und Wolja-Baranezka.
Folgende Orte sind neben dem Hauptort Biskowytschi Teil der Gemeinde:
| Name                     | Name            | Name                                | Name               |
| ukrainisch transkribiert | ukrainisch      | russisch                            | polnisch           |
| ------------------------ | --------------- | ----------------------------------- | ------------------ |
| Baraniwzi                | Баранівці       | Барановцы (Baranowzy)               | Barańczyce         |
| Berestjany               | Берестяни       | Берестяны                           | Brześciany         |
| Bukowa                   | Букова          | Букова                              | Bukowa             |
| Bylytschi                | Биличі          | Билычи (Bilytschi)                  | Bylice             |
| Jasy                     | Язи             | Язы                                 | Jaz                |
| Kolonija                 | Колонія         | Колония                             | Kolonia Więckowice |
| Kopan                    | Копань          | Копань                              | Kopań              |
| Krasnyzja                | Красниця        | Красница (Krasniza)                 | Kraśnica           |
| Lanowytschi              | Лановичі        | Лановичи (Lanowitschi)              | Łanowice           |
| Ljutowyska               | Лютовиська      | Лютовиска (Ljutowiska)              | Lutowiska          |
| Mala Werbiwka            | Мала Вербівка   | Малая Вербовка (Malaja Werbowka)    | Wola Więckowska    |
| Mali Baraniwzi           | Малі Баранівці  | Малые Барановцы (Malyje Baranowzy)  | Barańczyce Małe    |
| Maxymowytschi            | Максимовичі     | Максимовичи (Maximowitschi)         | Maksymowice        |
| Mischhajzi               | Міжгайці        | Межгайцы (Meschgaizy)               | Chlewiska          |
| Nadyby                   | Надиби          | Надыбы                              | Nadyby             |
| Pjanowytschi             | П'яновичі       | Пьяновичи (Pjanowitschi)            | Pianowice          |
| Rakowa                   | Ракова          | Ракова                              | Rakowa             |
| Rohisno                  | Рогізно         | Рогозно (Rogosno)                   | Rogóźno            |
| Rudnja                   | Рудня           | Рудня                               | Rudno              |
| Sadkowytschi             | Садковичі       | Садковичи (Sadkowitschi)            | Sadkowice          |
| Saritschtschja           | Заріччя         | Заречье (Saretschje)                | Zarzecze           |
| Saritschtschja           | Заріччя         | Заречье (Saretschje)                | Zarzecze           |
| Sussidowytschi           | Сусідовичі      | Соседовичи (Sossedowitschi)         | Sąsiadowice        |
| Tarawa                   | Тарава          | Тарава                              | Tyrawa             |
| Werbiwka                 | Вербівка        | Вербовка (Werbowka)                 | Więckowice         |
| Werchiwzi                | Верхівці        | Верховцы (Werchowzy)                | Rajtarowice        |
| Wladypil                 | Владипіль       | Владиполь (Wladipol)                | Władypol           |
| Wojutytschi              | Воютичі         | Воютичи (Wojutitschi)               | Wojutycze          |
| Wolja-Baranezka          | Воля-Баранецька | Воля-Баранецкая (Wolja-Baranezkaja) | Wola Baraniecka    |
| Wolyzja                  | Волиця          | Волица (Woliza)                     | Wolica Polska      |
| Wykoty                   | Викоти          | Выкоты                              | Wykoty             |